# 4381 Uenohara
4381 Uenohara este un asteroid din centura principală, descoperit pe 22 noiembrie 1989 de Nobuhiro Kawasato.